# Fußball-Club Bayern München 2024-2025
Questa voce raccoglie le informazioni riguardanti il Fußball-Club Bayern München nelle competizioni ufficiali della stagione 2024-2025.

## Maglie e sponsor
| Casa | Trasferta | Terza divisa |

## Rosa
In corsivo i calciatori ceduti durante la stagione 
| N. |                          | Ruolo | Calciatore              |
| -- | ------------------------ | ----- | ----------------------- |
| 1  | Germania (bandiera)      | P     | Manuel Neuer (capitano) |
| 2  | Francia (bandiera)       | D     | Dayot Upamecano         |
| 3  | Corea del Sud (bandiera) | D     | Kim Min-jae             |
| 4  | Germania (bandiera)      | D     | Jonathan Tah            |
| 6  | Germania (bandiera)      | C     | Joshua Kimmich          |
| 7  | Germania (bandiera)      | A     | Serge Gnabry            |
| 8  | Germania (bandiera)      | C     | Leon Goretzka           |
| 9  | Inghilterra (bandiera)   | A     | Harry Kane              |
| 10 | Germania (bandiera)      | A     | Leroy Sané              |
| 11 | Francia (bandiera)       | A     | Kingsley Coman          |
| 15 | Inghilterra (bandiera)   | C     | Eric Dier               |
| 16 | Portogallo (bandiera)    | C     | João Palhinha           |
| 17 | Francia (bandiera)       | C     | Michael Olise           |
| 18 | Israele (bandiera)       | P     | Daniel Peretz           |
| 19 | Canada (bandiera)        | D     | Alphonso Davies         |
| 20 | Germania (bandiera)      | C     | Arijon Ibrahimović      |
| 20 | Germania (bandiera)      | C     | Tom Bischof             |
| 21 | Giappone (bandiera)      | D     | Hiroki Itō              |

| N. |                       | Ruolo | Calciatore                    |
| -- | --------------------- | ----- | ----------------------------- |
| 22 | Portogallo (bandiera) | D     | Raphaël Guerreiro             |
| 23 | Francia (bandiera)    | D     | Sacha Boey                    |
| 24 | Croazia (bandiera)    | A     | Gabriel Vidović               |
| 25 | Germania (bandiera)   | A     | Thomas Müller (vice capitano) |
| 26 | Germania (bandiera)   | P     | Sven Ulreich                  |
| 27 | Austria (bandiera)    | D     | Konrad Laimer                 |
| 28 | Germania (bandiera)   | D     | Tarek Buchmann                |
| 31 | Australia (bandiera)  | A     | Nestory Irankunda             |
| 36 | Germania (bandiera)   | A     | Noel Aséko-Nkili              |
| 39 | Francia (bandiera)    | A     | Mathys Tel                    |
| 40 | Germania (bandiera)   | P     | Jonas Urbig                   |
| 41 | Svezia (bandiera)     | A     | Jonah Kusi-Asare              |
| 42 | Germania (bandiera)   | C     | Jamal Musiala                 |
| 44 | Croazia (bandiera)    | D     | Josip Stanišić                |
| 45 | Germania (bandiera)   | C     | Aleksandar Pavlović           |
| 46 | Germania (bandiera)   | D     | Lennart Karl                  |
| 47 | Portogallo (bandiera) | D     | David Daiber                  |
| 49 | Marocco (bandiera)    | D     | Adam Aznou                    |

## Calciomercato

### Sessione estiva[6]
| Acquisti         | Acquisti           | Acquisti         | Acquisti                    |
| R.               | Nome               | da               | Modalità                    |
| ---------------- | ------------------ | ---------------- | --------------------------- |
| A                | Michael Olise      | Crystal Palace   | definitivo (53 milioni €)   |
| C                | João Palhinha      | Fulham           | definitivo (51 milioni €)   |
| D                | Hiroki Itō         | Stoccarda        | definitivo (23,5 milioni €) |
| A                | Bryan Zaragoza     | Granada          | definitivo (13 milioni €)   |
| A                | Nestory Irankunda  | Adelaide Utd     | definitivo (3,4 milioni €)  |
| A                | Armindo Sieb       | Greuther Fürth   | definitivo (1,5 milioni €)  |
| D                | Eric Dier          | Tottenham        | gratuito                    |
| Altre operazioni |                    |                  |                             |
| R.               | Nome               | da               | Modalità                    |
| D                | Josip Stanišić     | Bayer Leverkusen | fine prestito               |
| C                | Malik Tillman      | PSV              | fine prestito               |
| C                | Paul Wanner        | Elversberg       | fine prestito               |
| A                | Arijon Ibrahimović | Frosinone        | fine prestito               |
| A                | Gabriel Vidović    | Dinamo Zagabria  | fine prestito               |
| D                | Frans Krätzig      | Austria Vienna   | fine prestito               |
| P                | Johannes Schenk    | Preußen Münster  | fine prestito               |

| Cessioni         | Cessioni                 | Cessioni        | Cessioni                  |
| R.               | Nome                     | a               | Modalità                  |
| ---------------- | ------------------------ | --------------- | ------------------------- |
| D                | Matthijs de Ligt         | Manchester Utd  | definitivo (45 milioni €) |
| D                | Noussair Mazraoui        | Manchester Utd  | definitivo (15 milioni €) |
| C                | Malik Tillman            | PSV             | definitivo (12 milioni €) |
| D                | Frans Krätzig            | Stoccarda       | prestito (500 mila €)     |
| A                | Bryan Zaragoza           | Osasuna         | prestito (250 mila €)     |
| P                | Johannes Schenk          | Preußen Münster | n.d.                      |
| C                | Paul Wanner              | Heidenheim      | prestito                  |
| A                | Gabriel Vidović          | Magonza         | prestito                  |
| A                | Armindo Sieb             | Magonza         | prestito                  |
| C                | Lovro Zvonarek           | Sturm Graz      | prestito                  |
| C                | Maurice Krattenmacher    | Ulma            | prestito                  |
| A                | Gibson Nana Adu          | Unterhaching    | prestito                  |
| A                | Eric Maxim Choupo-Moting |                 | svincolato                |
| D                | Bouna Sarr               |                 | svincolato                |
| Altre operazioni |                          |                 |                           |
| R.               | Nome                     | a               | Modalità                  |
| D                | Eric Dier                | Tottenham       | fine prestito             |
| A                | Bryan Zaragoza           | Granada         | fine prestito             |

### Sessione invernale
| Acquisti         | Acquisti      | Acquisti  | Acquisti                 |
| R.               | Nome          | da        | Modalità                 |
| ---------------- | ------------- | --------- | ------------------------ |
| P                | Jonas Urbig   | Colonia   | definitivo (7 milioni €) |
| Altre operazioni |               |           |                          |
| R.               | Nome          | da        | Modalità                 |
| D                | Frans Krätzig | Stoccarda | fine prestito            |

| Cessioni         | Cessioni           | Cessioni        | Cessioni |
| R.               | Nome               | a               | Modalità |
| ---------------- | ------------------ | --------------- | -------- |
| A                | Arijon Ibrahimović | Lazio           | prestito |
| A                | Mathys Tel         | Tottenham       | prestito |
| D                | Adam Aznou         | Real Valladolid | prestito |
| Altre operazioni |                    |                 |          |
| R.               | Nome               | a               | Modalità |
| D                | Frans Krätzig      | Heidenheim      | prestito |

### Sessione primaverile (dall'1/6 al 10/6)
| Acquisti         | Acquisti     | Acquisti         | Acquisti                |
| R.               | Nome         | da               | Modalità                |
| ---------------- | ------------ | ---------------- | ----------------------- |
| D                | Jonathan Tah | Bayer Leverkusen | definitivo (800 mila €) |
| C                | Tom Bischof  | Hoffenheim       | definitivo (200 mila €) |
| Altre operazioni |              |                  |                         |
| R.               | Nome         | da               | Modalità                |
| D                | Adam Aznou   | Real Valladolid  | fine prestito           |

| Cessioni         | Cessioni         | Cessioni         | Cessioni         |
| R.               | Nome             | a                | Modalità         |
| Altre operazioni | Altre operazioni | Altre operazioni | Altre operazioni |
| R.               | Nome             | a                | Modalità         |
| ---------------- | ---------------- | ---------------- | ---------------- |

## Risultati

### Bundesliga

#### Girone di andata
| Arbitro: | Siebert (Berlino) |

|                       |           |                                            |
| Majer 47’ (rig.), 55’ | Marcatori | 20’ Musiala 65’ (aut.) Kamiński 82’ Gnabry |

| Arbitro: | Dingert (Thallichtenberg) |

|                     |           |  |
| Kane 38’ Müller 78’ | Marcatori |  |

| Arbitro: | Reichel (Stoccarda) |

|             |           |                                                                    |
| Gigović 82’ | Marcatori | 1’ Musiala 7’, 43’, 90+1’ (rig.) Kane 13’ (aut.) Remberg 65’ Olise |

| Arbitro: | Dankert (Rostock) |

|  |           |                                                |
|  | Marcatori | 23’, 60’ Olise 32’ Musiala 57’ Kane 65’ Gnabry |

| Arbitro: | Zwayer (Berlino) |

|              |           |             |
| Pavlović 39’ | Marcatori | 31’ Andrich |

| Arbitro: | Brand (Unterspiesheim) |

|                                 |           |                                 |
| Marmoush 22’, 90+4’ Ekitike 35’ | Marcatori | 15’ Kim 38’ Upamecano 53’ Olise |

| Arbitro: | Stieler (Amburgo) |

|                              |           |  |
| Kane 57’, 60’, 80’ Coman 89’ | Marcatori |  |

| Arbitro: | Exner |

|  |           |                                                      |
|  | Marcatori | 16’ Olise 26’ Musiala 57’ Kane 65’ L. Sané 71’ Coman |

| Arbitro: | Jöllenbeck (Friburgo in Brisgovia) |

|                                |           |  |
| Kane 15’ (rig.), 51’ Coman 43’ | Marcatori |  |

| Arbitro: | Gerach (Landau in der Pfalz) |

|  |           |             |
|  | Marcatori | 22’ Musiala |

| Arbitro: | Schlager (Hügelsheim) |

|                                      |           |  |
| Kane 63’ (rig.), 90+3’ (rig.), 90+5’ | Marcatori |  |

| Arbitro: | Jablonski (Brema) |

|                   |           |             |
| Bynoe-Gittens 27’ | Marcatori | 85’ Musiala |

| Arbitro: | Storks (Rasdorf) |

|                                               |           |                       |
| Upamecano 18’ Musiala 56’, 90+1’ Goretzka 84’ | Marcatori | 50’ Honsak 85’ Dorsch |

| Arbitro: | Willenborg (Osnabrück) |

|              |           |          |
| Lee 41’, 60’ | Marcatori | 87’ Sané |

| Arbitro: | Siebert (Berlino) |

|                                                       |           |          |
| Musiala 1’ Laimer 25’ Kimmich 36’ Sané 75’ Davies 78’ | Marcatori | 2’ Šeško |

| Arbitro: | Zwayer (Berlino) |

|  |           |                 |
|  | Marcatori | 68’ (rig.) Kane |

| Arbitro: | Gerach (Landau in der Pfalz) |

|                                                          |           |  |
| L. Sané 7’, 48’ Guerreiro 12’ Kane 26’ (rig.) Gnabry 66’ | Marcatori |  |

#### Girone di ritorno
| Arbitro: | Reichel (Stoccarda) |

|                             |           |                 |
| Goretzka 20’, 62’ Olise 39’ | Marcatori | 24’, 88’ Amoura |

| Arbitro: | Siebert (Berlino) |

|            |           |                  |
| Ginter 68’ | Marcatori | 15’ Kane 54’ Kim |

| Arbitro: | Exner |

|                                        |           |                                   |
| Musiala 19’ Kane 45+3’, 46’ Gnabry 54’ | Marcatori | 62’ Porath 90+1’, 90+3’ Skrzybski |

| Arbitro: | Storks |

|                                        |           |  |
| Kane 56’ (rig.), 90+7’ (rig.) Sané 82’ | Marcatori |  |

| Leverkusen 15 febbraio 2025, ore 18:30 CET 22ª giornata | Bayer Leverkusen  | 0 – 0 referto | Bayern Monaco | BayArena (30 210 spett.)\| Arbitro: \| Siebert (Berlino) \| |
| Arbitro:                                                | Siebert (Berlino) |               |               |                                                             |

| Arbitro: | Stegemann (Niederkassel) |

|                                              |           |  |
| Olise 45+3’ Itō 61’ Musiala 83’ Gnabry 90+3’ | Marcatori |  |

| Arbitro: | Brand (Unterspiesheim) |

|             |           |                                  |
| Stiller 34’ | Marcatori | 45’ Olise 64’ Goretzka 90’ Coman |

| Arbitro: | Dingert (Lebecksmühle) |

|                    |           |                                |
| Guerreiro 14’, 28’ | Marcatori | 31’ Medić 51’ Sissoko 71’ Bero |

| Arbitro: | Exner |

|                |           |          |
| Hollerbach 83’ | Marcatori | 75’ Sané |

| Arbitro: | Badstübner (Norimberga) |

|                        |           |                       |
| Kane 17’ Sané 53’, 71’ | Marcatori | 27’ Saad 90+3’ Ritzka |

| Arbitro: | Jöllenbeck (Friburgo in Brisgovia) |

|                |           |                                           |
| Giannoulīs 30’ | Marcatori | 42’ Musiala 60’ Kane 90+3’ (aut.) Matsima |

| Arbitro: | Welz (Wiesbaden) |

|                          |           |                     |
| Guerreiro 65’ Gnabry 69’ | Marcatori | 48’ Beier 75’ Anton |

| Arbitro: | Willenborg (Osnabrück) |

|  |           |                                           |
|  | Marcatori | 13’ Kane 19’ Laimer 36’ Coman 56’ Kimmich |

| Arbitro: | Dankert (Rostock) |

|                             |           |  |
| Sané 27’ Olise 40’ Dier 84’ | Marcatori |  |

| Arbitro: | Zwayer (Berlino) |

|                                         |           |                             |
| Šeško 11’ Klostermann 39’ Poulsen 90+5’ | Marcatori | 62’ Dier 63’ Olise 83’ Sané |

| Arbitro: | Jablonski (Brema) |

|                    |           |  |
| Kane 31’ Olise 90’ | Marcatori |  |

| Arbitro: | Schlager (Hügelsheim) |

|  |           |                                           |
|  | Marcatori | 33’ Olise 53’ Kimmich 80’ Gnabry 86’ Kane |

### DFB-Pokal
| Arbitro: | Jablonski (Brema) |

|  |           |                                      |
|  | Marcatori | 12’, 15’ Müller 79’ Coman 90+3’ Kane |

| Arbitro: | Stegemann (Niederkassel) |

|  |           |                                      |
|  | Marcatori | 2’, 37’, 45+4’ Musiala 45+1’ L. Sané |

| Arbitro: | Osmers (Hannover) |

|  |           |           |
|  | Marcatori | 69’ Tella |

### UEFA Champions League

#### Fase campionato
| Arbitro: | Martínez Munuera |

|                                                                                                   |           |                          |
| Kane 19’ (rig.), 57’, 73’ (rig.), 78’ (rig.) Guerreiro 33’ Olise 38’, 61’ Sané 85’ Goretzka 90+2’ | Marcatori | 49’ Petković 50’ Ogiwara |

| Arbitro: | Petrescu |

|           |           |  |
| Durán 79’ | Marcatori |  |

| Arbitro: | Vinčić |

|                                       |           |          |
| Raphinha 1’, 45’, 56’ Lewandowski 36’ | Marcatori | 18’ Kane |

| Arbitro: | Massa |

|             |           |  |
| Musiala 67’ | Marcatori |  |

| Arbitro: | Kovács |

|         |           |  |
| Kim 38’ | Marcatori |  |

| Arbitro: | Umut Meler |

|          |           |                                                           |
| Kevin 5’ | Marcatori | 11’ Laimer 45’ Müller 70’ (rig.), 90+3’ Olise 87’ Musiala |

| Arbitro: | Letexier |

|                                    |           |  |
| Giménez 21’, 45+9’ (rig.) Ueda 89’ | Marcatori |  |

| Arbitro: | Pinheiro |

|                              |           |           |
| Müller 8’ Kane 63’ Coman 84’ | Marcatori | 90’ Tolić |

#### Fase a eliminazione diretta

##### Spareggi
| Arbitro: | Gil Manzano |

|           |           |                    |
| Maeda 79’ | Marcatori | 45’ Olise 49’ Kane |

| Arbitro: | Bastien |

|              |           |          |
| Davies 90+4’ | Marcatori | 63’ Kühn |

##### Ottavi di finale
| Arbitro: | Oliver |

|                                 |           |  |
| Kane 9’, 75’ (rig.) Musiala 54’ | Marcatori |  |

| Arbitro: | Vinčić |

|  |           |                     |
|  | Marcatori | 52’ Kane 71’ Davies |

##### Quarti di finale
| Arbitro: | Schärer |

|            |           |                              |
| Müller 85’ | Marcatori | 38’ L. Martínez 88’ Frattesi |

| Arbitro: | Vinčić |

|                            |           |                   |
| L. Martínez 58’ Pavard 61’ | Marcatori | 52’ Kane 76’ Dier |

### Coppa del mondo per club FIFA
| Arbitro: | Sy |

|                                                                                      |           |  |
| Coman 6’, 21’ Boey 18’ Olise 20’, 45+3’ Müller 45’, 89’ Musiala 67’, 73’ (rig.), 84’ | Marcatori |  |

| Arbitro: | Faghani |

|                    |           |               |
| Kane 18’ Olise 84’ | Marcatori | 66’ Merentiel |

| Arbitro: | Letexier |

|                 |           |  |
| Schjelderup 13’ | Marcatori |  |

#### Ottavi di finale
| Arbitro: | Oliver |

|                                |           |                                            |
| Gerson 33’ Jorginho 54’ (rig.) | Marcatori | 6’ (aut.) Pulgar 9’, 73’ Kane 41’ Goretzka |

#### Quarti di finale
| Arbitro: | Taylor |

|                        |           |  |
| Doué 78’ Dembélé 90+6’ | Marcatori |  |

## Statistiche finali

### Statistiche di squadra
| Competizione             | Punti | In casa | In casa | In casa | In casa | In casa | In casa | In trasferta | In trasferta | In trasferta | In trasferta | In trasferta | In trasferta | In campo neutro | In campo neutro | In campo neutro | In campo neutro | In campo neutro | In campo neutro | Totale | Totale | Totale | Totale | Totale | Totale | DR  |
| Competizione             | Punti | G       | V       | N       | P       | Gf      | Gs      | G            | V            | N            | P            | Gf           | Gs           | G               | V               | N               | P               | Gf              | Gs              | G      | V      | N      | P      | Gf     | Gs     | DR  |
| ------------------------ | ----- | ------- | ------- | ------- | ------- | ------- | ------- | ------------ | ------------ | ------------ | ------------ | ------------ | ------------ | --------------- | --------------- | --------------- | --------------- | --------------- | --------------- | ------ | ------ | ------ | ------ | ------ | ------ | --- |
| Bundesliga               | 82    | 17      | 14      | 2       | 1       | 53      | 16      | 17           | 11           | 5            | 1            | 46           | 16           | -               | -               | -               | -               | -               | -               | 34     | 25     | 7      | 2      | 99     | 32     | +67 |
| Coppa di Germania        | -     | 1       | 0       | 0       | 1       | 0       | 1       | 2            | 2            | 0            | 0            | 8            | 0            | -               | -               | -               | -               | -               | -               | 3      | 2      | 0      | 1      | 8      | 1      | +7  |
| Champions League         | 15    | 7       | 5       | 1       | 1       | 19      | 6       | 7            | 3            | 1            | 3            | 12           | 12           | -               | -               | -               | -               | -               | -               | 14     | 8      | 2      | 4      | 31     | 18     | +13 |
| Coppa del mondo per club | -     | -       | -       | -       | -       | -       | -       | -            | -            | -            | -            | -            | -            | 5               | 3               | 0               | 2               | 16              | 6               | 5      | 3      | 0      | 2      | 16     | 6      | +10 |
| Totale                   | -     | 25      | 19      | 3       | 3       | 72      | 23      | 26           | 16           | 6            | 4            | 66           | 28           | 5               | 3               | 0               | 2               | 16              | 6               | 56     | 38     | 9      | 9      | 154    | 57     | +97 |

### Andamento in campionato
| Giornata  | 1 | 2 | 3 | 4 | 5 | 6 | 7 | 8 | 9 | 10 | 11 | 12 | 13 | 14 | 15 | 16 | 17 | 18 | 19 | 20 | 21 | 22 | 23 | 24 | 25 | 26 | 27 | 28 | 29 | 30 | 31 | 32 | 33 | 34 |
| --------- | - | - | - | - | - | - | - | - | - | -- | -- | -- | -- | -- | -- | -- | -- | -- | -- | -- | -- | -- | -- | -- | -- | -- | -- | -- | -- | -- | -- | -- | -- | -- |
| Luogo     | T | C | T | T | C | T | C | T | C | T  | C  | T  | C  | T  | C  | T  | C  | C  | T  | C  | C  | T  | C  | T  | C  | T  | C  | T  | C  | T  | C  | T  | C  | T  |
| Risultato | V | V | V | V | N | N | V | V | V | V  | V  | N  | V  | P  | V  | V  | V  | V  | V  | V  | V  | N  | V  | V  | P  | N  | V  | V  | N  | V  | V  | N  | V  | V  |
| Posizione | 1 | 1 | 1 | 1 | 1 | 1 | 1 | 1 | 1 | 1  | 1  | 1  | 1  | 1  | 1  | 1  | 1  | 1  | 1  | 1  | 1  | 1  | 1  | 1  | 1  | 1  | 1  | 1  | 1  | 1  | 1  | 1  | 1  | 1  |

Fonte:  Bundesliga - Tabelle, su bundesliga.com.
Legenda:

Luogo: C = Casa; T = Trasferta. Risultato: V = Vittoria; N = Pareggio; P = Sconfitta.

### Andamento in Champions League
| Giornata  | 1 | 2  | 3  | 4  | 5  | 6  | 7  | 8  |
| --------- | - | -- | -- | -- | -- | -- | -- | -- |
| Luogo     | C | T  | T  | C  | C  | T  | T  | C  |
| Risultato | V | P  | P  | V  | V  | V  | P  | V  |
| Posizione | 1 | 15 | 23 | 17 | 15 | 12 | 15 | 12 |

Legenda:

Luogo: C = Casa; T = Trasferta. Risultato: V = Vittoria; N = Pareggio; P = Sconfitta.

### Statistiche dei giocatori
Sono in corsivo i calciatori che hanno lasciato la società a stagione in corso.
| Giocatore      | Bundesliga | Bundesliga | Bundesliga  | Bundesliga | Coppa di Germania | Coppa di Germania | Coppa di Germania | Coppa di Germania | Champions League | Champions League | Champions League | Champions League | Coppa del mondo per club | Coppa del mondo per club | Coppa del mondo per club | Coppa del mondo per club | Totale   | Totale | Totale      | Totale     |
| Giocatore      | Presenze   | Reti       | Ammonizioni | Espulsioni | Presenze          | Reti              | Ammonizioni       | Espulsioni        | Presenze         | Reti             | Ammonizioni      | Espulsioni       | Presenze                 | Reti                     | Ammonizioni              | Espulsioni               | Presenze | Reti   | Ammonizioni | Espulsioni |
| -------------- | ---------- | ---------- | ----------- | ---------- | ----------------- | ----------------- | ----------------- | ----------------- | ---------------- | ---------------- | ---------------- | ---------------- | ------------------------ | ------------------------ | ------------------------ | ------------------------ | -------- | ------ | ----------- | ---------- |
| A. Aznou       | 2          | 0          | 0           | 0          | 0                 | 0                 | 0                 | 0                 | 1                | 0                | 0                | 0                | 1                        | 0                        | 0                        | 0                        | 4        | 0      | 0           | 0          |
| T. Bischof     | -          | -          | -           | -          | -                 | -                 | -                 | -                 | -                | -                | -                | -                | 1                        | 0                        | 0                        | 0                        | 1        | 0      | 0           | 0          |
| S. Boey        | 13         | 0          | 1           | 0          | 1                 | 0                 | 0                 | 0                 | 3                | 0                | 0                | 0                | 4                        | 1                        | 0                        | 0                        | 21       | 1      | 1           | 0          |
| K. Coman       | 28         | 5          | 0           | 0          | 2                 | 1                 | 0                 | 0                 | 11               | 1                | 2                | 0                | 4                        | 2                        | 0                        | 0                        | 45       | 9      | 2           | 0          |
| A. Davies      | 19         | 1          | 0           | 0          | 3                 | 0                 | 0                 | 0                 | 9                | 2                | 0                | 0                | 0                        | 0                        | 0                        | 0                        | 31       | 3      | 0           | 0          |
| E. Dier        | 21         | 2          | 1           | 0          | 1                 | 0                 | 0                 | 0                 | 6                | 1                | 0                | 0                | 0                        | 0                        | 0                        | 0                        | 28       | 3      | 1           | 0          |
| S. Gnabry      | 27         | 7          | 0           | 0          | 3                 | 0                 | 0                 | 0                 | 12               | 0                | 2                | 0                | 5                        | 0                        | 0                        | 0                        | 47       | 7      | 2           | 0          |
| L. Goretzka    | 26         | 4          | 2           | 0          | 2                 | 0                 | 1                 | 0                 | 12               | 1                | 4                | 0                | 3                        | 1                        | 1                        | 0                        | 43       | 6      | 8           | 0          |
| R. Guerreiro   | 23         | 4          | 2           | 0          | 2                 | 0                 | 0                 | 0                 | 9                | 1                | 0                | 0                | 4                        | 0                        | 0                        | 0                        | 38       | 5      | 2           | 0          |
| A. Ibrahimović | 1          | 0          | 0           | 0          | 1                 | 0                 | 0                 | 0                 | 1                | 0                | 0                | 0                | 0                        | 0                        | 0                        | 0                        | 3        | 0      | 0           | 0          |
| H. Itō         | 6          | 1          | 1           | 0          | 0                 | 0                 | 0                 | 0                 | 2                | 0                | 0                | 0                | 0                        | 0                        | 0                        | 0                        | 8        | 1      | 1           | 0          |
| H. Kane        | 31         | 26         | 4           | 0          | 2                 | 1                 | 0                 | 0                 | 13               | 11               | 1                | 0                | 5                        | 3                        | 1                        | 0                        | 51       | 41     | 6           | 0          |
| L. Karl        | 0          | 0          | 0           | 0          | 0                 | 0                 | 0                 | 0                 | 0                | 0                | 0                | 0                | 1                        | 0                        | 0                        | 0                        | 1        | 0      | 0           | 0          |
| M.J. Kim       | 27         | 2          | 2           | 0          | 3                 | 0                 | 0                 | 0                 | 13               | 1                | 2                | 0                | 0                        | 0                        | 0                        | 0                        | 43       | 3      | 4           | 0          |
| J. Kimmich     | 33         | 3          | 4           | 0          | 3                 | 0                 | 1                 | 0                 | 14               | 0                | 1                | 0                | 5                        | 0                        | 1                        | 0                        | 55       | 3      | 7           | 0          |
| J. Kusi Asare  | 1          | 0          | 0           | 0          | 0                 | 0                 | 0                 | 0                 | 0                | 0                | 0                | 0                | 0                        | 0                        | 0                        | 0                        | 1        | 0      | 0           | 0          |
| K. Laimer      | 29         | 2          | 8           | 0          | 2                 | 0                 | 1                 | 0                 | 11               | 1                | 2                | 0                | 4                        | 0                        | 2                        | 0                        | 46       | 3      | 13          | 0          |
| T. Müller      | 31         | 1          | 3           | 0          | 2                 | 2                 | 0                 | 0                 | 12               | 3                | 1                | 0                | 5                        | 2                        | 0                        | 0                        | 50       | 8      | 4           | 0          |
| J. Musiala     | 25         | 12         | 2           | 0          | 3                 | 3                 | 0                 | 0                 | 12               | 3                | 1                | 0                | 4                        | 3                        | 1                        | 0                        | 44       | 21     | 4           | 0          |
| M. Neuer       | 22         | -15        | 0           | 0          | 3                 | -0                | 0                 | 1                 | 10               | -11              | 0                | 0                | 5                        | -6                       | 0                        | 0                        | 40       | -32    | 0           | 1          |
| M. Olise       | 34         | 12         | 3           | 0          | 2                 | 0                 | 0                 | 0                 | 14               | 5                | 1                | 0                | 5                        | 3                        | 0                        | 0                        | 55       | 20     | 4           | 0          |
| J. Palhinha    | 17         | 0          | 2           | 1          | 2                 | 0                 | 0                 | 0                 | 5                | 0                | 0                | 0                | 1                        | 0                        | 0                        | 0                        | 25       | 0      | 2           | 1          |
| A. Pavlović    | 21         | 1          | 2           | 0          | 2                 | 0                 | 0                 | 0                 | 5                | 0                | 0                | 0                | 5                        | 0                        | 0                        | 0                        | 33       | 1      | 2           | 0          |
| D. Peretz      | 3          | -5         | 1           | 0          | 1                 | -1                | 0                 | 0                 | 1                | -1               | 0                | 0                | 0                        | -0                       | 0                        | 0                        | 5        | -7     | 1           | 0          |
| L. Sané        | 30         | 11         | 2           | 0          | 2                 | 1                 | 0                 | 0                 | 13               | 1                | 2                | 0                | 3                        | 0                        | 0                        | 0                        | 48       | 13     | 4           | 0          |
| J. Stanišić    | 14         | 0          | 0           | 0          | 1                 | 0                 | 0                 | 0                 | 6                | 0                | 0                | 0                | 5                        | 0                        | 0                        | 0                        | 26       | 0      | 0           | 0          |
| J. Tah         | -          | -          | -           | -          | -                 | -                 | -                 | -                 | -                | -                | -                | -                | 5                        | 0                        | 1                        | 0                        | 5        | 0      | 1           | 0          |
| M. Tel         | 8          | 0          | 0           | 0          | 3                 | 0                 | 0                 | 0                 | 3                | 0                | 0                | 0                | 0                        | 0                        | 0                        | 0                        | 14       | 0      | 0           | 0          |
| S. Ulreich     | 1          | -0         | 0           | 0          | 0                 | -0                | 0                 | 0                 | 1                | -2               | 0                | 0                | 0                        | -0                       | 0                        | 0                        | 2        | -2     | 0           | 0          |
| J. Urbig       | 8          | -12        | 0           | 0          | 0                 | -0                | 0                 | 0                 | 4                | -4               | 0                | 0                | 0                        | -0                       | 0                        | 0                        | 12       | -16    | 0           | 0          |
| D. Upamecano   | 20         | 2          | 6           | 0          | 2                 | 0                 | 1                 | 0                 | 11               | 0                | 1                | 0                | 5                        | 0                        | 0                        | 0                        | 38       | 2      | 8           | 0          |
| G. Vidović     | 4          | 0          | 0           | 0          | 0                 | 0                 | 0                 | 0                 | 0                | 0                | 0                | 0                | 0                        | 0                        | 0                        | 0                        | 4        | 0      | 0           | 0          |